# Mario Delgado Carrillo
Mario Delgado Carrillo, né le 17 juin 1972 à Colima (Colima), est un économiste et homme politique mexicain. Il est président du Mouvement de régénération nationale (MORENA) entre le 5 novembre 2020 et le 1er octobre 2024. Le jour même, il devient secrétaire à l'Éducation publique dans le gouvernement de Claudia Sheinbaum.
Fonctionnaire à la Chambre des députés et dans des ministères, il est nommé à plusieurs reprises secrétaire dans l'administration de Marcelo Ebrard, chef du District fédéral (Mexico). Il est élu sénateur puis député avec le PRD et rallie le MORENA en 2015.

## Biographie

### Parcours politique

#### Fonctionnaire du District fédéral
Il débute son parcours en tant que fonctionnaire à la Chambre des députés, au ministère de la Sécurité publique du District fédéral (Mexico), au ministère du Développement social, ministère des Finances et de l'Éducation du District.
En 2005, il rejoint le Parti de la révolution démocratique (PRD) et devient conseiller au sein du secrétariat au Développement social du District fédéral, ou il conçoit un programme social « Impulso Joven », le prédécesseur direct du programme « Prepa Sí ».
En décembre 2006, il est nommé secrétaire aux Finances du District fédéral auprès de Marcelo Ebrard. Le 30 juillet 2010, il démissionne de sa fonction pour devenir secrétaire à l'Éducation, toujours au sein du District. Il démissionne le 29 mars 2012.

#### Sénateur
Lors des élections de juillet 2012, Mario Delgado est élu sénateur avec le Parti de la révolution démocratique. Lors de la LXIIe législature, il est élu président de la Commission du District fédéral au Sénat. Il est également membre d'un groupe de spécialistes chargés d'analyser la construction des villes nouvelles au Forum de Davos.
En tant que sénateur, Delgado propose d'éliminer la maltraitance des animaux et de promouvoir leur respect avec une loi sur le bien-être animal.
Il demande de modifier les règles de commercialisation des animaux de compagnie afin que les animaux jouissent de cinq libertés : être à l'abri de la faim, de la soif et de la malnutrition, libre des peurs et de l'anxiété, exempt d'inconfort physique ou thermique, de blessures douloureuses ou de maladies et libres d'exprimer leurs propres modèles de comportement. Il présente également une initiative visant à lutter contre le vol d'identité.

#### Député et président du groupe Morena
Lors des élections fédérales de juillet 2018, Mario Delgado est élu député dans le district n°13 de Mexico, avec le Morena.
Le 27 août, quelques jours avant l'ouverture de la nouvelle législature, il est élu président du groupe MORENA à la Chambre des députés avec 175 voix sur les 258 députés.
Lors de sa gestion en tant que président du groupe, entre août 2018 et novembre 2020, il coordonne l'examen de différentes réformes menées par le président Andrés Manuel López Obrador. Par exemple, la réforme éducative menée par le président Enrique Peña Nieto est abolie, le droit à la santé est intégré au sein de la Constitution mexicaine, la loi d'austérité est approuvée, qui prévoit l'annulation des contrats signés « avec des entreprises nationales ou étrangères qui ont été accordées par trafic d'influence ».
L'immunité des fonctionnaires et du président de la République est également supprimée, la Garde nationale est créée et l'octroi de programmes sociaux tels que des pensions aux personnes âgées est élevé au rang constitutionnel.

#### Président du MORENA

##### Élection
Le 23 octobre 2020, à l'issue d'un sondage pour élire et déterminer le nouveau président national du MORENA, Mario Delgado Carrillo est élu avec 58,6 % des voix. Il est opposé à Porfirio Muñoz Ledo (es), qui n'obtient que 41,4 % des voix.
Le 3 novembre, Mario Delgado rencontre le président López Obrador et annonce démissionner de son mandat de député et de la présidence du groupe parlementaire pour se consacrer au travail de gestion du parti gouvernemental. 

##### Création d'Ensemble, nous faisons l'histoire
Le 23 décembre 2020, Mario Delgado présente, lors d'une conférence de presse, la coalition entre le MORENA, le PT et PVEM nommée « Ensemble, nous faisons l'histoire » pour les élections législatives de 2021 et celles des gouverneurs.
Lors de la conférence de presse, il est accompagné de la secrétaire général du MORENA Citlalli Hernández, la présidente du PVEM Karen Castrejón Trujillo (es) et la sénatrice et présidente du groupe PT Geovanna Bañuelos de la Torre (es). Il a réitéré que son parti ouvrira toujours ses portes à ceux qui se sont placés du bon côté de l'histoire et soutiennent le projet de réformes dirigé par Andrés Manuel López Obrador.
Sous sa présidence du parti et depuis la création d'Ensemble, nous faisons l'histoire, la coalition maintient sa majorité absolue dans les deux chambres parlementaires lors des élections législatives de 2021. La coalition et le Morena sont également évictorieux dans la quasi-majorité des États lors des élections des gouverneurs entre 2022 et 2023.
À l'issue de ces différentes élections, le parti contrôle la quasi-majorité des États mexicains, avec vingt-et-un gouverneurs appartenant à Ensemble, nous faisons l'histoire, dont vingt issus du MORENA.

##### Réélection et organisation de la primaire présidentielle pour 2024
Le 17 septembre 2022, à l'issue du troisième congrès du MORENA, Mario Delgado et la secrétaire générale Citlalli Hernández sont réélus avec 807 voix pour, 520 contre et 34 abstentions pour une prolongation de leurs mandats internes jusqu'aux élections fédérales de 2024. Lors du congrès, des divisions apparaissent entre différentes lignes et la suppression de l'indication « parti de gauche » dans les documents et le statut du parti, face à ces critiques et divisions le président Delgado appelle à l'unité. Néanmoins, la prolongation de son mandat est contestée par certains membres du parti, mais le Tribunal électoral finit par autoriser cette décision interne.
En juin 2023, Mario Delgado annonce l'organisation d'une primaire interne au sein du MORENA, sous la forme d'un sondage, pour élire le « coordinateur de la défense de la Quatrième Transformation » et candidat du parti pour l'élection présidentielle de 2024,.  

#### Secrétaire à l'Éducation publique
Le 1er octobre 2024, il quitte la présidence du MORENA et devient secrétaire à l'Éducation publique dans le gouvernement de la présidente Claudia Sheinbaum.